# اعتلال الأعصاب المحيطية المعارض لإم إيه جي
اعتلال الأعصاب المحيطية المعارض لـ «إم إي جي» هو أحد أنواع الاعتلالات العصبية المحيطية الناجمة عن مهاجمة الجهاز المناعي للخلايا المسؤولة عن الحفاظ على الجهاز العصبي السليم. مع تلف هذه الخلايا بواسطة الأجسام المضادة، تبدأ العصبونات الموجودة في المنطقة المحيطة بخسارة وظيفتها وتسبب العديد من المشاكل في الوظيفتين الحسية والحركية على حد السواء. على وجه التحديد، تؤدي الأجسام المضادة المهاجمة البروتين السكري المرتبط بالميالين (إم إيه جي) إلى تلف خلايا شوان. بينما لا تتجاوز نسبة حدوث الاضطراب 10% من جميع الأفراد الذين يعانون من اعتلال الأعصاب المحيطية، يظهر الأفراد المصابون أعراضًا عديدة مثل ضعف العضلات، والمشاكل الحسية وأنواع أخرى من العجز الحركي الذي يبدأ عادة على شكل رعاش في اليدين أو صعوبة في المشي. مع ذلك، يوجد العديد من العلاجات المتراوحة من التمارين البسيطة الهادفة لبناء القوة إلى العلاج الدوائي المستهدف الذي أثبت قدرته على تحسين الوظيفة لدى الأفراد المصابين بهذا النوع من اعتلال الأعصاب المحيطية.

## العلاجات
يوجد العديد من العلاجات الدوائية والمداوية المستخدمة في علاج هذا المرض؛ على الرغم من فشل العديد منها في إثبات فعاليته.

### العلاج المناعي والعلاج الكيميائي
بينما ينجح العلاج المناعي لدى بعض المرضى في تخفيف الأعراض البسيطة، فشلت العلاجات التقليدية العامة باستخدام الستيرويد، والأدوية الكابحة للمناعة، والعلاج الكيميائي وعلاجات الغلوبيولين المناعي عن طريق الوريد في مساعدة غالبية المرضى. نتيجة لذلك، ظهرت حاجة إلى العمل على تطوير علاجات أحدث.

### الكلورامبوسيل والبريدنيزون
يُعد الكلورامبوسيل أحد الأدوية المستخدمة في علاج ابيضاض الدم، إذ غالبًا ما يُستخدم كدواء كابح للمناعة، بينما يُعد البريدنيزون بدوره أحد الستيرويدات التي ثبتت فعاليتها الجزئية كدواء كابح للمناعة. كانت الفائدة من مزيج الدواءين قليلة أو معدومة لدى غالبية المرضى، لكن شهد عدد قليل من المرضى تحسنًا بسيطًا مثل تقليل الارتعاش. لم يظهر هذا المزيج فعالية كبيرة في الحالات الأكثر شدة، ولا يُعد علاجًا طويل الأمد.

### السيكلوفوسفاميد
يُستخدم دواء السيكلوفوسفاميد غالبًا في علاج اللمفوما، إذ تكمن آلية عمله في إبطاء نمو الخلايا أو إيقافه. يعمل أيضًا كدواء كابح للمناعة من خلال تخفيض الاستجابة المناعية للجسم على العديد من الأمراض والحالات. ثبتت فعالية هذا الدواء في تحقيق تحسن ملحوظ لدى الأشخاص المصابين باعتلال الأعصاب المحيطية المعارض لـ «إم إيه جي» من خلال تخفيف الفقد الحسي إلى جانب المساعدة في تحسين نوعية الحياة خلال عدة شهور قليلة. مع ذلك، يؤدي تعاطي هذا الدواء إلى خطر الإصابة بالسرطان ما يحيل دون استخدامه بشكل دوري.

### الفلودارابين
يُستخدم دواء الفلودارابين عادة في علاج الأمراض الخبيثة للنسج المكونة للدم ويعمل كدواء كابح للمناعة. ثبتت فعالية هذا الدواء في تحسين حالة المرضى المصابين باعتلال الأعصاب بشكل ملحوظ، إلا أنه غير مستخدم بشكل دوري نتيجة قلة الدراسات حوله. يظهر الدواء أيضًا خطر التأثير السمي نتيجة تطلب العلاج مدة طويلة تصل إلى السنة من أجل الوصول إلى استقرار المريض.

### الغلوبيولين المناعي عن طريق الوريد
الغلوبيولين المناعي عن طريق الوريد هو منتج دموي محقون من خلال المعالجة الوريدية (آي في). يُستخدم في علاج حالات نقص المناعة المختلفة وأمراض المناعة الذاتية. على الرغم من إظهاره فعالية في علاج أنواع مختلفة من الاضطرابات، إلا أنه يفتقر الدراسات الواعدة في استخدام هذه التقنية بهدف علاج اعتلال الأعصاب المحيطية المعارض لـ «إم إيه جي».

### أفضل الأدوية الواعدة: ريتوكسيماب
يُعتبر الريتوكسيماب أحد أكثر الأدوية الواعدة في علاج اعتلال الأعصاب المحيطية المعارض لـ «إم إي جي». يشكل هذا الدواء جسمًا مضادًا لأحد البروتينات الموجودة بشكل أساسي على سطح الخلايا البائية، إذ يعمل هذا الجسم المضاد على تدمير الخلية البائية بعد ارتباطه بها. استُخدم الدواء كعلاج لأمراض المناعة الذاتية، واللمفوما وحالات رفض الطعم. نظرًا إلى قدرته على كبح جهاز المناعة، استُخدم أيضًا في علاج اعتلال الأعصاب المعارض لـ «إم إيه جي» أملًا في تدميره للخلايا المسؤولة عن استهداف البروتينات السكرية الضرورية على خلايا شوان. أظهرت الدراسات اختبار معظم المرضى تحسنًا ملحوظًا في القدرات الحركية والحسية خلال الأشهر القليلة الأولى من العلاج. مع ذلك، أظهر عدد من الدراسات طويلة الأمد إمكانية حدوث العديد من المشاكل المناعية عند العلاج باستخدام ريتوكسيماب. بشكل مماثل لكثير من الأدوية الكابحة للمناعة، يوجد خطر الإصابة بالعدوى وعدد من الأمراض التي يكافحها جهاز المناعة عادة بسهولة. أظهرت الدراسات معاناة المرضى من هذه المشاكل إلى جانب انخفاض درجة اعتلال الأعصاب لديهم، بعد المعالجة طويلة الأمد باستخدام الريتوكسيماب. أدى هذا إلى إجراء مزيد من الدراسات حول ملف سلامة هذا الدواء وفعاليته الإجمالية كعلاج.
لسوء الحظ، أثبتت دراسات حديثة أن «ريتوكسيماب غير فعال في تحسين «آي إس إس» لدى المرضى المصابين باعتلال الأعصاب المزيل للميالين المعارض لـ «إم إيه جي» عبر الغلوبيولين المناعي م «آي جي إم»».